# Star 944
A Star 944 egy négykerék meghajtású tehergépjármű, melyet a lengyel hadsereg számára gyártottak.

## Fejlesztés

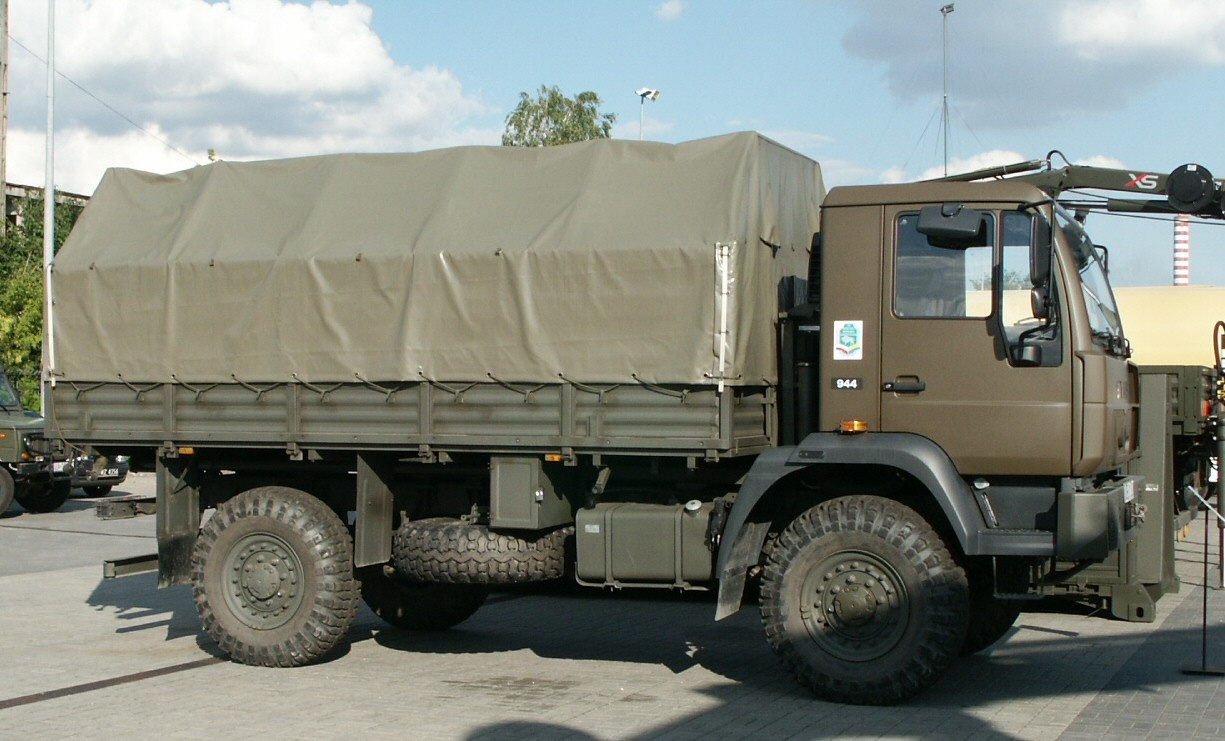
Star 944 oldalnézet

A Star 944 (4×4) három tonnás teherautó először 1999-ben mutatkozott be a nagyobb Star 1466 (6×6) hat tonnás teherautóval. A Star 944 a korábbi Star 744 (4×4) négy tonnás teherautó leszármazottja, amely a Star 266 (6×6) három és fél tonnás teherautó négykerekű továbbfejlesztett változata. A Star 744 nem került sorozatgyártásba, így a Star 944 lett a sorozatban gyártott utóda a korábbi Star 244 öt tonnás teherautónak. A Star 1466 a Star 266 sorozatban gyártott leszármazottja. Az első négy Star 944 teherautót 2000 őszén szállították le a lengyel hadseregnek csapatpróbára, és amíg a lengyel tervek szerint 2001-2006 között 797 járművet kell leszállítania a gyártónak, mindössze 35 jármű érkezett 2001-ben, 86 darab 2002-ben, 71 darab 2003-ban (plusz néhány további járművet vásárolt a WZL különleges kommunikációs eszközök járműre történő telepítéséhez; így a Star összesen 120 darab járművet gyártott 2003-ban). 2007 folyamán a gyártást befejezték és ez idő alatt 650 darab Star 944 tehergépjárművet szállítottak le.

## Leírás

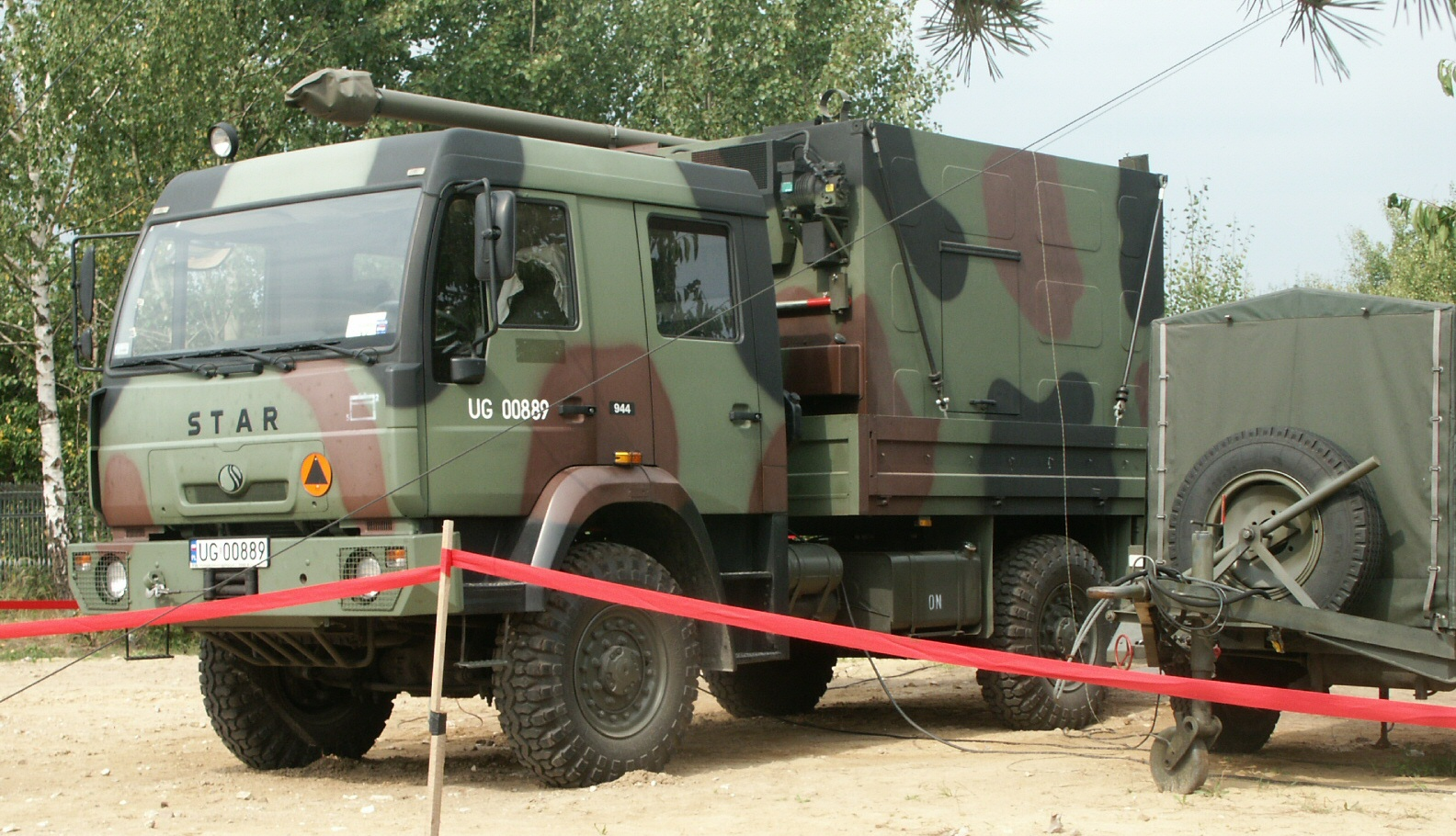
Star 944 kommunikációs felszereléssel

A Star 944 hagyományos tervezésű, egy létraalvázon alapul, melynek az elejére építették a kétszemélyes acélból készült vezetőfülkét, amely a MAN L2000 kereskedelmi tervezetén alapul. A fülke teljesen zárt, a tetején egy búvónyílást helyeztek el, a szélvédőt egy elemből készítették, a motor pedig a fülke előrebillentésével férhető hozzá. Három típusú fülkét lehet a járműre szerelni:
- Type K – szabványos kétszemélyes fülke,
- Type M – kereskedelmi hálófülkés kivitel,
- Type DK – négyajtós, hatszemélyes típus.

A jármű hajtásáról egy 155 lóerős MAN DO824LFL09 négyhengeres dízelmotor gondoskodik. Sebességváltója hatfokozatú kézi váltó. A jármű négy kerék meghajtású és mindkét tengely el van látva differenciál zárral. Hagyományos MAN tengelyeket és laprugós felfüggesztéseket alkalmaznak. A platót ponyvával fedik, az oldalfalak és a hátsó ajtó lehajthatóak.
A járművet -30–+50 C°-os hőmérsékleti viszonyok között lehet üzemeltetni. Békefenntartó missziókhoz felszerelhető páncéllemezekkel.